# Militarizado Partido Comunista do Peru
O Militarizado Partido Comunista do Peru (MPCP) é um partido comunista marxista-leninista-maoista e organização paramilitar realizando uma guerra de guerrilha no Peru. O MPCP também é por vezes descrito como uma facção criminosa ou narcoguerrilha devido a sua associação com o tráfico de drogas no Peru para financiar suas ações militares.
Atualmente, o MPCP é ativo principalmente no Vale dos Rios Apurímac, Ene e Mantaro (VRAEM), uma das zonas geopolíticas mais pobres do Peru, onde ocorre a maioria da produção de coca. A organização é acusada de cometer sérias violações de direitos humanos em suas áreas de operação, incluindo a escravização de populações indígenas e o recrutamento de crianças-soldado. O grupo foi responsável pelo massacre de San Miguel del Ene em 2021, menos de um mês antes das eleições gerais.

## História
O MPCP é uma das organizações diretamente descendentes do Partido Comunista do Peru (Sendero Luminoso), que protagonizou uma insurreição contra o Estado peruano por décadas e é frequentemente classificado como organização terrorista. Em 1992, com a captura do líder Abimael Guzmán (mais conhecido pelo nome de guerra Presidente Gonzalo), o Sendero Luminoso encontrou-se divido em duas correntes distintas. A primeira, denominada “Acordista” e inicialmente minoritária, apoiava o fim da luta armada e posteriormente daria origem ao Movimento pela Anistia e Direitos Fundamentais (MOVADEF). A segunda, agrupada em torno de Camarada Artemio (nome de guerra de Florindo Eleuterio Flores Hala) e denominada “Prosseguir”, defendia a continuação da luta armada e seguiu realizando operações militares ao longo dos anos 2000, quase todas no VRAEM.
Após a captura de Camarada Artemio, a corrente Prosseguir se dividiu em duas. A primeira considerava Abimael Guzmán um traidor do movimento comunista, e posteriormente viria a romper todos os laços com o Sendero Luminoso e sua linha política, o Pensamento Gonzalo. A segunda negava a autenticidade dos acordos de paz assinados por Guzmán, acreditando que este ainda defendia a luta armada e reafirmando a ele sua lealdade. A segunda organização foi minoritária e deu origem ao Comitê Base Mantaro Rojo (PCP-BMR), ao passo que a primeira se tornou o MPCP, e passou a controlar quase todas as bases no VRAEM.

## Ideologia
O MPCP é um partido comunista marxista-leninista-maoista. Como tal, ele considera o Peru uma nação atrasada que mantém traços do feudalismo, herdados do período colonial, e cujo capitalismo burocrático seria financiado por grandes potências capitalistas, especialmente os Estados Unidos. A proposta do partido é a realização de uma Revolução de Nova Democracia anti-imperialista, liderada pelo partido comunista (representando o proletariado e o campesinato) e pela burguesia nacional. Diferente do Sendero Luminoso, o MPCP rejeita o Pensamento Gonzalo, com sua noção de Pensamento Guia, Chefatura e de libertação feminina. O partido, ainda assim, realiza os “ajustiçamentos seletivos” (assassinato de figuras locais, como pequenos criminosos ou políticos corruptos) pelos quais os senderistas eram famosos.
Diferente das outras organizações derivadas do Sendero Luminoso, o MPCP incorpora em sua ideologia aspectos do Buen vivir de populações indígena quíchua, do etnonacionalismo peruano (o etnocacerismo), do conservadorismo social (incluindo uma violenta homofobia) e do pensamento folclórico peruano, além de ter abandonado o ateísmo militante. Um dos maiores rompimentos da organização com o Sendero Luminoso foi a adoção de uma política de colaboração com narcotraficantes. Ao passo que o PCP-SL mantinha relações tensas e ambíguas com narcotraficantes, e frequentemente os hostilizava e atacava para conquistar a simpatia da população local, o MPCP os fornece proteção. Existem alegações de que o MPCP em sí também praticaria o tráfico de drogas.
A tática de manutenção de uma área base de guerrilhas na selva, da colaboração com narcotraficantes, do comportamento altamente pragmático e da manutenção de um conflito armado de baixa intensidade por muitas décadas rendeu ao MPCP comparações com as dissidências das FARC, outra guerrilha sul-americana.

## massacre de San Miguel del Ene
O massacre de San Miguel del Ene ocorreu em 23 de maio de 2021 em San Miguel del Ene, em uma área rural de vizcatán del Ene, na província de Satipo, no Peru. O massacre orquestrado pelo MPCP matou 18 pessoas.
Segundo os panfletos encontrados no local do ataque, o MPCP apelava por uma "Limpeza de Vraem e do Peru", de "parasitas e corruptos" e também de homossexuais e lésbicas. o MPCP apelava por uma "Limpeza de Vraem e do Peru", de "parasitas e corruptos" e também de homossexuais e lésbicas.